# Anolis pentaprion
Espèce
Synonymes
- Norops pentaprion (Cope, 1863)
- Anolis panamensis Boulenger, 1890

Anolis pentaprion est une espèce de sauriens de la famille des Dactyloidae.

## Répartition
Cette espèce se rencontre en Colombie, au Panama, au Costa Rica, au Nicaragua, au Honduras, au Guatemala, au Belize et au Mexique au Veracruz, au Yucatán, au Campeche et au Chiapas.

## Publication originale
- Cope, 1863 "1862" : Contributions to Neotropical saurology. Proceedings of the Academy of Natural Sciences of Philadelphia, vol. 14, p. 176-188 (texte intégral).